# Louis Jehotte

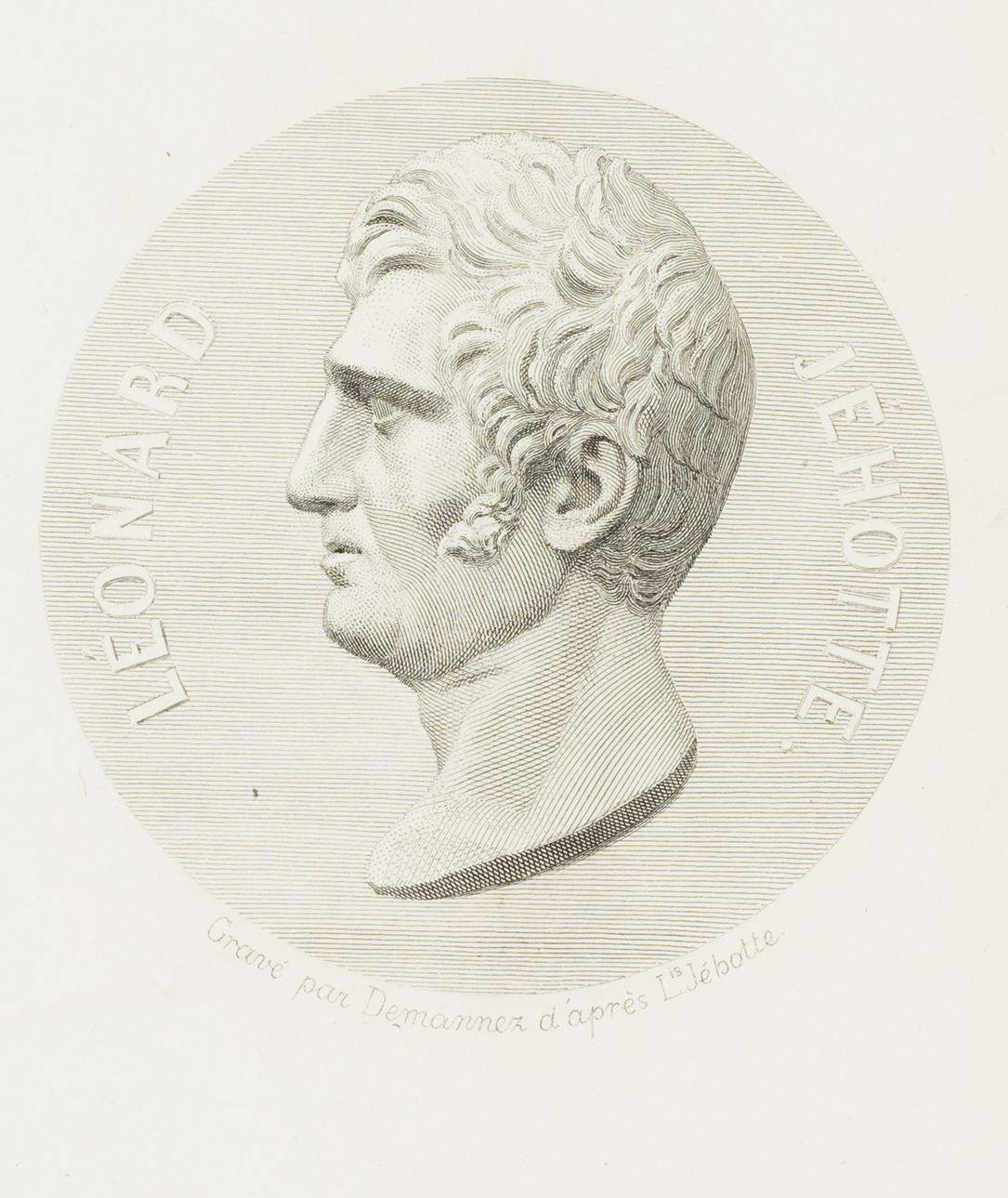
Louis Jehotte - portret en profil van vader Léonard Jehotte

Jean Louis Jehotte (Luik, 7 november 1803 – Brussel, 3 februari 1884) was een Belgisch beeldhouwer.

## Leven en werk
Louis Jehotte werd geboren in Luik, als zoon van Léonard Jehotte (1772-1851), graveur bij de munt van Luik, en Marie Anne Josephe Delsupexhe. Louis Jehotte studeerde bij François-Joseph Dewandre aan de Académie de dessin (tekenacademie) in Luik. Hij vervolgde zijn opleiding in Parijs, Florence en Rome, waar hij achtereenvolgens in de leer was bij de beeldhouwers Mathieu Kessels en Bertel Thorvaldsen. 
Jehotte werd in 1836 leraar beeldhouwen aan de Koninklijke Academie voor Schone Kunsten van Brussel. Hij breidde het lessenpakket uit met de cursussen 'antieke figuur' en 'historische compositie', wat hem kritiek opleverde van voorstanders van de romantische school. Tot zijn leerlingen behoorden Paul Bouré, Guillaume De Groot, Isidoor De Rudder, Albert Desenfans, Constant Devreese, Edouard Fiers, Charles Fraikin, Egide Mélot, Constantin Meunier, Karel Van der Stappen, Victor Van Hove en Leopold Wiener. Bij een reorganisatie van de Academie in 1862 werd hij vervangen door Eugène Simonis. Jehotte bleef slechts titularis van de lagere klassen. Hij was het niet eens met de gang van zaken en diende een jaar later zijn ontslag in.
Van zijn hand zijn bijvoorbeeld het beeld van Karel van Lotharingen op het Museumplein in Brussel (1848), het beeld Kaïn die de toorn van God ontvangt voor het Academiënpaleis in Brussel (1850) en het het ruiterstandbeeld van Karel de Grote in Luik. Louis Jehotte ontwierp een aantal penningen, onder meer ter herinnering aan de inhuldiging van een aantal van zijn werken, die werden uitgevoerd door zijn vader of jongere broer Constant Jehotte (1809-1882).
Jehotte overleed op 80-jarige leeftijd in Brussel.

## Selectie van werken
- 1837: Grafmonument voor aartsbisschop Franciscus Antonius de Méan de Beaurieux in de Sint-Romboutskathedraal in Mechelen;
- 1848: Standbeeld van Karel van Lotharingen op het Museumplein in Brussel;
- 1850: Kaïn vervloekt, voor het Paleis der Academiën in Brussel;
- 1867: Ruiterstandbeeld van Karel de Grote aan de Boulevard d'Avroy in Luik. Het model stamt uit 1855;
- Portretbuste van Louis Dewez, secretaris van de Académie royale des sciences, des lettres et des beaux-arts de Belgique in het Paleis der Academiën in Brussel.

## Galerij

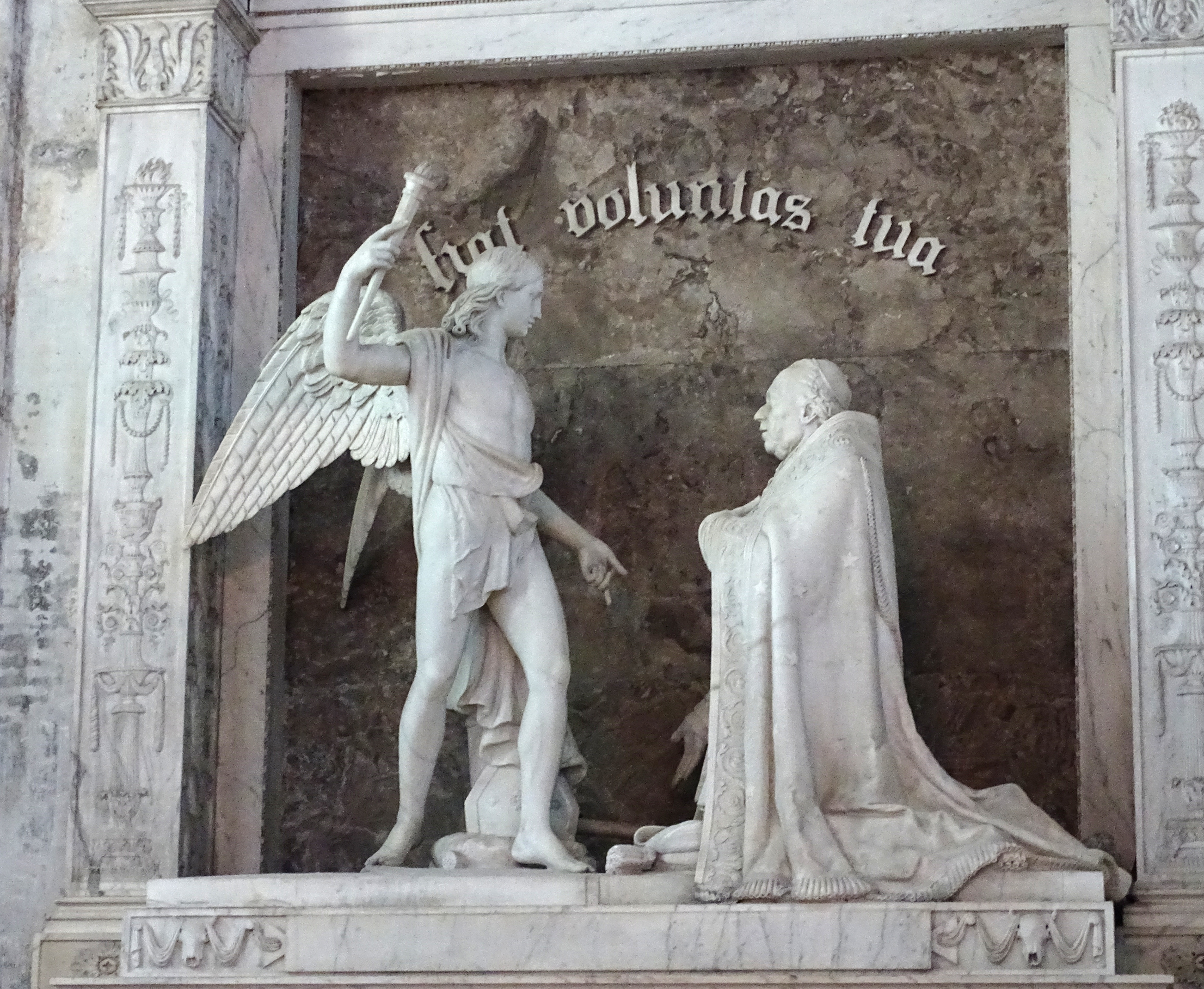
Grafmonument voor Franciscus de Méan in Mechelen
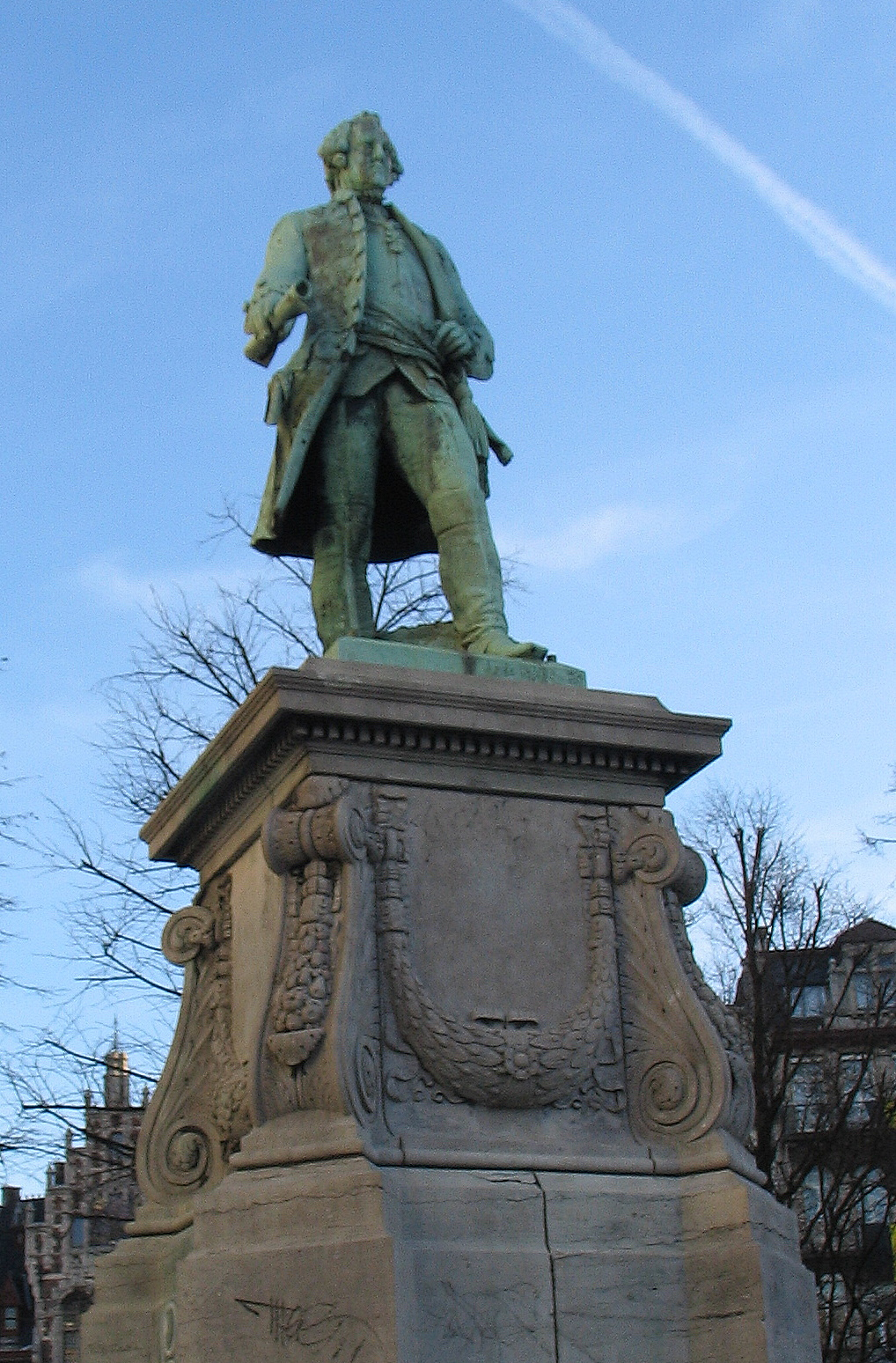
Karel van Lotharingen (1848) door Jehotte - Brussel
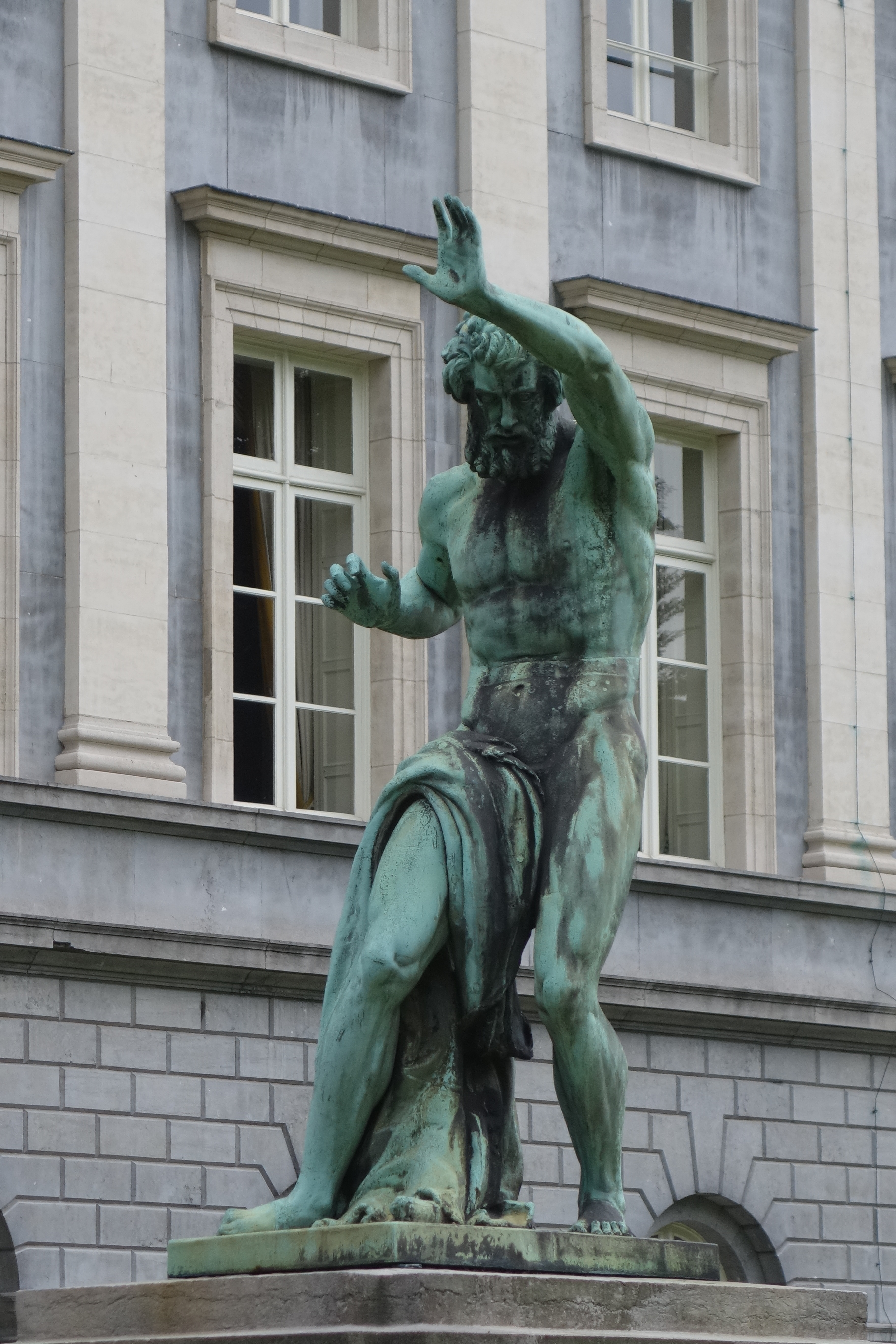
Kaïn vervloekt (1850) in Brussel
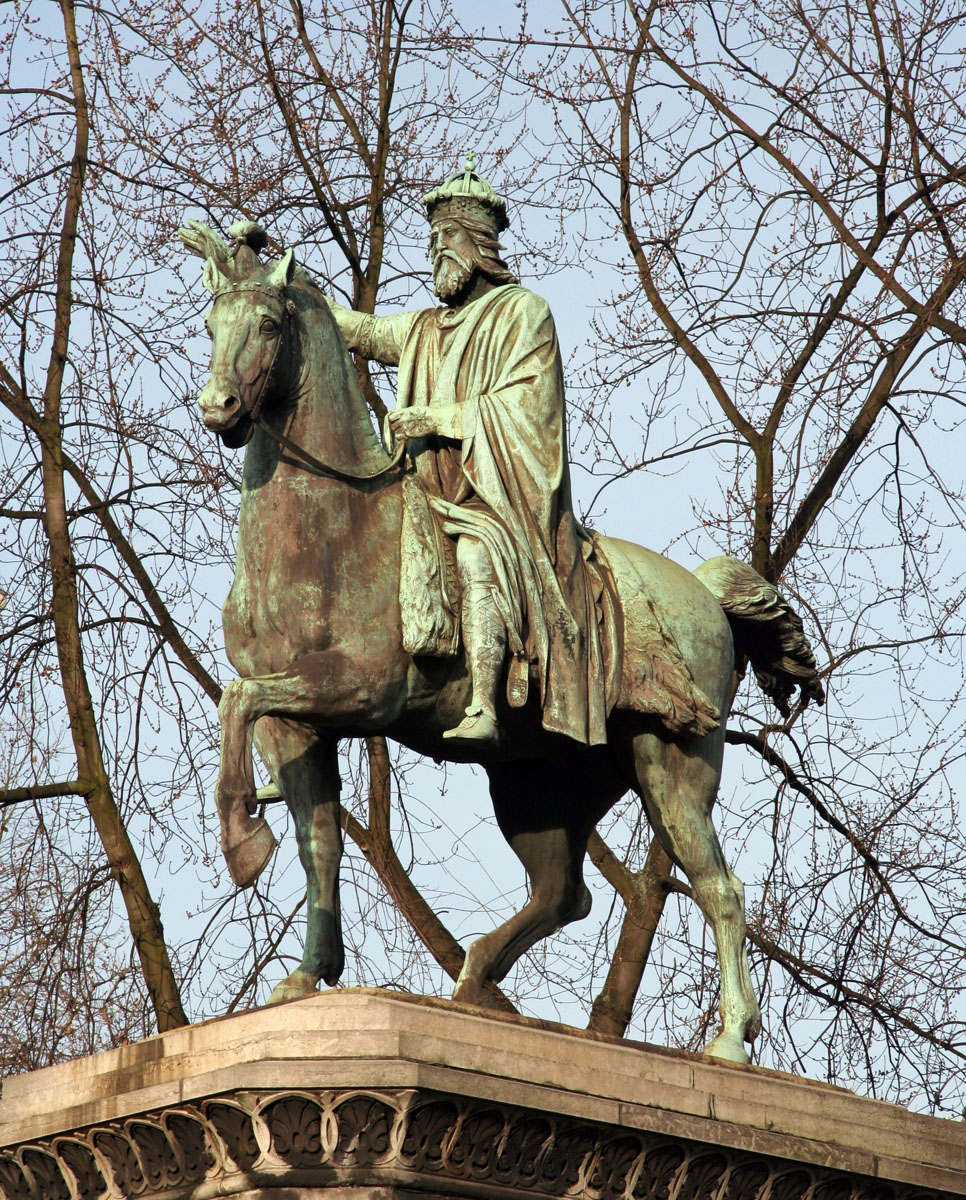
Beeld van Karel de Grote (1867) in Luik